# 아두와 전투
아두와 전투는 1896년 3월 1일 에티오피아 제국과 이탈리아 왕국이 에티오피아 티그레 주 아두와 근처에서 벌어진 전투이다. 이 전투는 제1차 이탈리아-에티오피아 전쟁에서 절정에 도달한 전투였다.

## 배경
1889년 에티오피아 제국의 요한네스 4세가 사망하자 에티오피아는 큰 혼란에 빠졌고 이 혼란을 틈타 이탈리아의 총리 프란체스코 크리스피가 메넬리크 2세를 도와 왕위에 앉혔다. 이탈리아는 메넬리크 2세와 우치알리 조약을 체결하고 그 조약에 따라 에티오피아를 보호국으로 해석하여 1890년 1월에 에리트레아를 식민지로 만들었다. 이에 메넬리크 2세는 그 조약을 배격하여 1893년 9월에 조약 자체를 거부하며 이탈리아와 전투 체제로 돌입했다. 1895년 말에는 대규모의 에티오피아군이 이탈리아군 전초기지를 위협했고 에리트레아 총독 오레스테 바라티에리 장군은 1896년 2월 7일에 에티오피아군을 목격했으나 별다른 조치를 취하지 않았다. 이에 1896년 2월 28일에 크리스피 총리가 바라티에리 장군에게 격문을 보냈고 바라티에리 장군은 2만 명의 군사를 이끌고 아두와에서 격전을 벌이기 시작했다.

## 전투 과정
하지만 시작부터 이탈리아군은 에티오피아에 비해 크게 불리했다. 이탈리아군은 2만 명인데 비해 에티오피아군은 이탈리아의 4배나 되는 8만 명이었고 수적으로 열세였을 뿐만 아니라 조직도 흐트러졌고 전투 장비도 충분치 않았다. 결국 1896년 3월 1일에 이탈리아군은 아두와 전투에서 치욕스런 패배를 당하고, 매우 험준한 지형을 타고 후퇴하게 되었다. 그리고 적대적인 주민들의 위협에도 시달려야 했고 이후에 전쟁이 종결되었다.

## 결과 및 영향
1896년 10월에 에티오피아와 이탈리아는 에티오피아 아디스아바바에서 아디스아바바 조약을 체결해 에티오피아는 우치알리 조약을 파기하고 다시 평화를 회복했고 이탈리아는 에티오피아의 독립을 인정했다. 이탈리아는 에티오피아 전체를 보호국으로 만들려는 계획을 포기하고 1900년 9월 강화조약으로 에리트레아의 경계를 확정지여 20 km로 영토가 축소되었다. 이후에 에티오피아는 1908년까지 영국, 프랑스 등 여러 유럽 열강들과 조약을 더 체결해 오랫동안 독립을 지킬 수 있었다. 

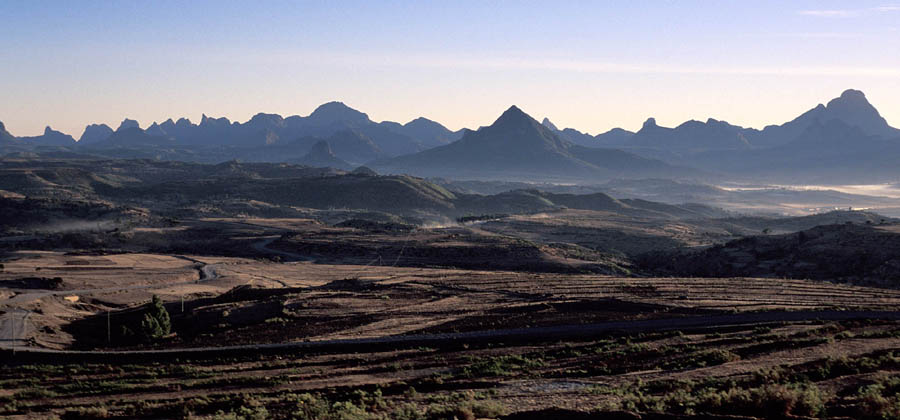
아두와의 풍경.

## 관련 저서
- Raymond Jonas, 《The Battle of Adwa: African Victory in the Age of Empire》, Belknap Press,  2015년 3월 23일

## 같이 보기
- 아프리카 분할
- 아프리카의 식민지화